# Cryogénie
Ne doit pas être confondu avec la cryonie.

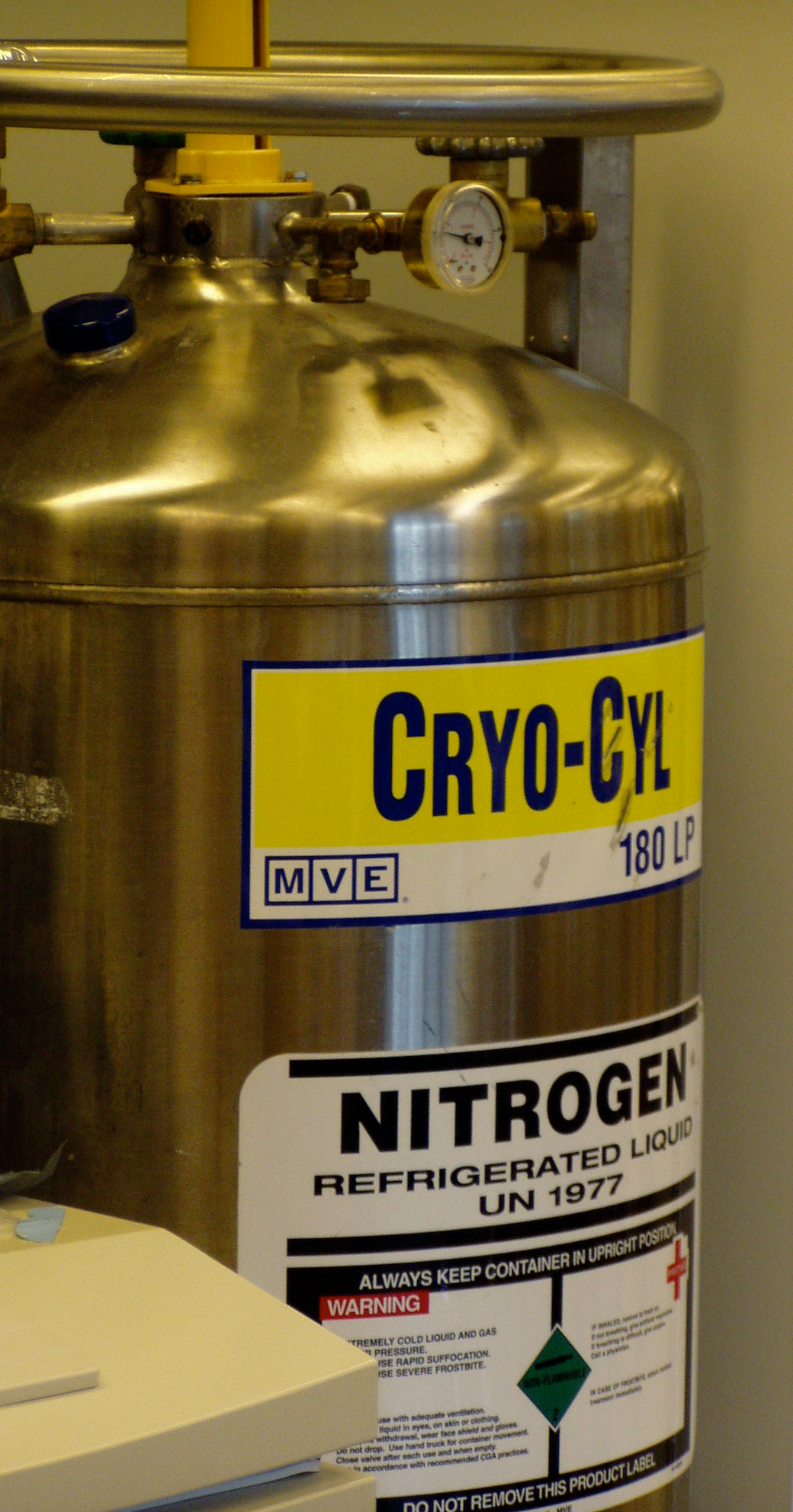
Bonbonne contenant de l'azote liquide (en anglais, « nitrogen »).

La cryogénie est l'étude et la production des basses températures (inférieures à −150 °C ou 120 K) dans le but de comprendre les phénomènes physiques qui s'y manifestent. La limite de −153,15 °C représente la limite à partir de laquelle les gaz de l'air se liquéfient. La cryogénie possède de très nombreuses applications notamment dans les secteurs alimentaire, médical, industriel, physique et de l'élevage. La cryogénie a ouvert beaucoup de possibilités comme :
- la conservation des aliments à l'aide d'azote liquide,
- la suspension du métabolisme,
- l'étude de la supraconductivité (absence de résistance électrique),
- l'étude de la superfluidité (absence de viscosité pour un liquide),
- la transformation en une fine poudre de toutes sortes de matières,
- la récupération de plus de 90 % des gaz destructeurs de la couche d'ozone,
- la création, à partir d'azote liquide, de toutes sortes de neiges,
- le transport sur de longues distances de gaz naturel à un coût réaliste,
- le traitement de certaines maladies de peau comme les verrues.

## Histoire
Les grandes dates de l'histoire de la cryogénie sont :
- 1789 : Martin van Marum liquéfie l’ammoniac par simple compression en voulant vérifier la loi de Boyle-Mariotte : {\displaystyle {\frac {PV}{T}}=constante\,}
- 1823 : Michael Faraday liquéfie le chlore de la même façon mais échoue avec les gaz de l’air qu’il considère donc comme des « gaz permanents ». En 1845 : Michael Faraday était capable de liquéfier les gaz les plus connus alors. Six d'entre eux, cependant, résistaient encore, ils étaient désignés à l'époque gaz permanents : oxygène, hydrogène, azote, monoxyde de carbone, méthane, monoxyde d'azote.
- 1852 : James Prescott Joule et William Thomson montrent que la détente rapide d’un gaz peut conduire à un refroidissement sensible de celui-ci.
- 1863 : T. Andrews montre que : Tliq = f(P) < Tcritique du gaz.
- 1877 : Louis Paul Cailletet liquéfie l’oxygène et l’azote. Cela invalide l’appellation « gaz permanents ». Mais il rencontre des problèmes de stockage des gaz liquéfiés.
- 1892 : James Dewar résout le problème du stockage des gaz liquéfiés en créant le premier cryostat, puis liquéfie l’hydrogène.
- 1908 : H. K. Onnes liquéfie l’hélium dans le cadre de ses travaux sur la supraconductivité.

## Résumé

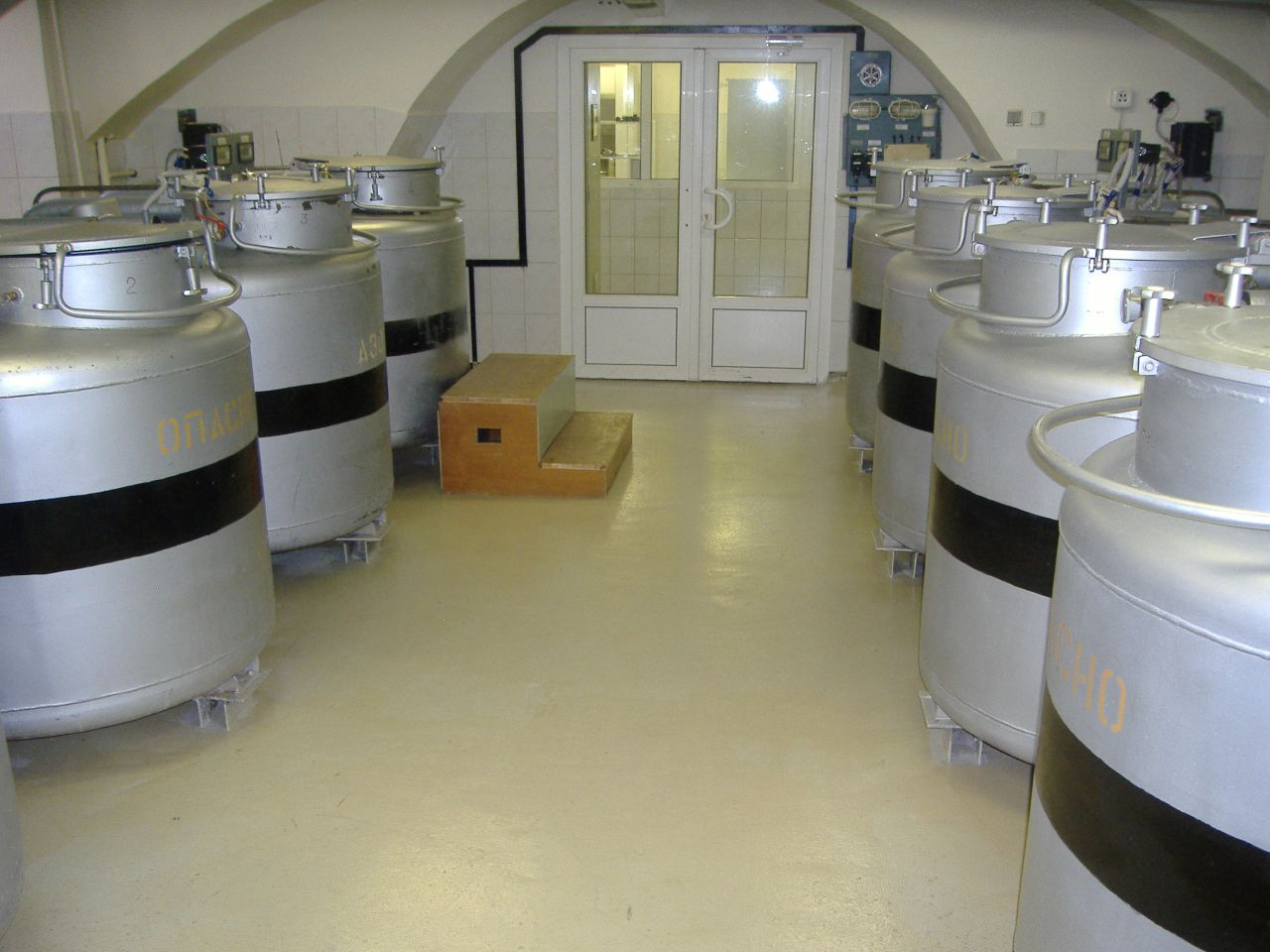
Réservoirs cryogéniques de l'institut Vavilov en Russie utilisés pour la conservation de semences.

La cryogénie possède de très nombreuses applications, notamment dans le secteur alimentaire, médical, industriel, physique et de l'élevage. La cryogénie a ouvert beaucoup de possibilités.
La cryogénie alimentaire consiste en la conservation d'aliments par une surgélation très rapide "figeant" l'aliment (il est conservé dans l'état dans lequel il était au moment de la cryogénie). Pour cela, l'aliment est plongé dans de l'azote liquide.
La cryoconservation a pour but de suspendre l'évolution des cellules et de pouvoir les remettre en mouvement par la suite. Elle est utilisée pour conserver le sperme, les tissus et comme dernier recours pour les gens atteint de maladies graves n'ayant plus d'espoir de guérison avec les techniques médicales actuelles. Elle fonctionne comme la cryogénie alimentaire mais elle est plus complexe à appliquer, car les dégâts que peuvent entraîner les très basses températures, qui ne sont pas un problème en cryogénie alimentaire, doivent obligatoirement être évités pour la cryoconservation.
La supraconductivité est un phénomène rencontré dans certains matériaux à de très basses températures, elle est caractérisée par l'absence totale de résistance électrique et l'annulation du champ magnétique à l'intérieur du matériau. Elle est utilisée pour l'imagerie médicale et les accélérateurs de particules. Elle permet aussi de stocker de l'énergie et de réaliser la fusion thermonucléaire contrôlée.
La superfluidité est une phase de matière caractérisée par l'absence totale de viscosité. Ainsi, les superfluides, placés dans une boucle fermée, peuvent couler indéfiniment sans frottements. La science qui étudie la superfluidité s'appelle « quantum hydrodynamics ». La superfluidité est utilisée dans les réfrigérateurs cryogéniques et comme « dissolvant de quantum » dans les techniques spectroscopiques.
Le cryo-broyage utilise un liquide cryogénique (azote liquide) pour refroidir avec précision les matériaux jusqu'à leur point de fragilisation afin d'en faciliter la réduction mécanique.
Le procédé de givrage est un système cryogénique de récupération des composés organiques volatils (COV) dans les flux gazeux. L'azote liquide refroidit le flux de gaz chargé en solvants. Les COV se condensent et gèlent pour former une neige qui est alors éliminée grâce à des filtres en acier inoxydable.
Le nettoyage par cryogénie est un procédé qui permet de nettoyer par projection de micro-pellets de glace carbonique, sans qu'il en résulte d'effluents.

## Cryogénie alimentaire
La cryogénie alimentaire consiste en la conservation d'aliments par une surgélation très rapide laissant l'aliment dans l'état dans lequel il était au départ, contrairement à la congélation classique qui provoque la déshydratation de surface et la formation de gros cristaux de glace dans le produit.

### Fonctionnement technique
La cryogénie est utilisée dans le secteur alimentaire pour la congélation rapide de nombreux produits alimentaires. Cette opération est couramment réalisée au moyen de tunnels de congélation dans lesquels circule un fort flux d'azote liquide et d'air. L'azote liquide stocké à l'extérieur des bâtiments alimentaires dans des réservoirs dits « super isolés sous vide » est acheminé vers ces tunnels de congélation par des tuyauteries également super isolées sous vide.

## Cryoconservation
La cryoconservation a pour but de suspendre l'évolution des cellules et de pouvoir les remettre en mouvement par la suite. Elle est utilisée pour conserver le sperme, les tissus et comme dernier espoir pour les gens ne pouvant plus être guéris avec les techniques médicales actuelles.
La cryonie ou la cryoconservation des humains en est encore à ses débuts et est vue par les scientifiques avec beaucoup de scepticisme, voire comme une pseudo-science car il n'est pas encore possible de réveiller ce que l'on congèle : les cellules et les organes s’abîment durant les changements de température.
En effet, des micro-cristaux de glace se forment dans les cellules à cause de l'eau qu'elles contiennent en elles (de plus, la formation de ces cristaux augmente la concentration saline, par effet d'osmose, dans les cellules. Ces deux phénomènes, la formation de micro-cristaux et l'effet d'osmose, font éclater les cellules) ; durant la phase de décongélation ces cristaux abîment les cellules, dont celles du cerveau, c'est pourquoi on ne peut pas réveiller les personnes en état de stase. Récemment, des chercheurs de Californie ont réussi à congeler et décongeler un rein (soit un des organes les plus difficiles à cryoconserver) avec la méthode appelée vitrification. Cryonics Institute au Michigan utilise désormais le CI-VM-1 qui protège les cellules et les corps dans l'azote liquide (−196 °C).
Pour les promoteurs de la cryoconservation, l'évolution technologique constante de l'Humanité permet d'envisager à relativement court terme le développement des techniques permettant de décongeler un être humain.
Certains animaux peuvent survivre après une congélation totale ou partielle de plusieurs semaines (65 % de leur eau corporelle transformée en glace et le cœur est arrêté) : la grenouille des bois (Rana sylvatica), la rainette crucifère (Hyla crucifer), la rainette versicolore (Hyla versicolor) et la rainette à trois bandes (Pseudacris triseriata). Elles peuvent supporter des températures allant jusqu'à −8 °C et deviennent alors cassantes comme du verre tout en restant « vivantes ».

### Fonctionnement
La cryoconservation fonctionne comme la cryogénie alimentaire.

## Supraconductivité
La supraconductivité est un phénomène rencontré dans certains matériaux à de très basses températures. Elle est caractérisée par l'absence totale de résistance électrique et l'annulation du champ magnétique à l'intérieur du matériau.

### Utilité
La supraconductivité permet de créer des électroaimants plus puissants et au champ magnétique très homogène, elle est utilisée pour l'imagerie médicale, le fonctionnement des trains à sustentation magnétique (maglev, transrapid) et les accélérateurs de particules. Mais elle sert aussi à stocker de l'énergie et à réaliser la fusion thermonucléaire contrôlée (deux noyaux atomiques s'assemblent pour en former un plus gros).

### Utilisation
Le LHC constitue le plus grand système de refroidissement et de cryogénie au monde et ainsi représente l'un des endroits les plus froids de la planète. La température de fonctionnement des principaux électroaimants supraconducteurs du LHC qui se situe à 1,9 degré Kelvin (-271,3°C donc ainsi est quasiment au niveau du zéro absolue) est inférieure à celle de l’espace intersidéral s’élevant à 2,7 degré Kelvin (-270,5°C).

## Superfluidité
La superfluidité est une phase de matière caractérisée par l'absence totale de viscosité. Ainsi, les superfluides, placés dans une boucle fermée, peuvent couler indéfiniment sans frottement et passer au travers de trous aussi petits qu'un atome, ils défient la gravité en remontant le long des parois de leur récipient. La science qui étudie la superfluidité s'appelle l'« hydrodynamique quantique ».

### Utilité
La superfluidité est utilisée dans les réfrigérateurs cryogéniques et comme « dissolvant de quanta » dans les techniques spectroscopiques.

## Cryo-broyage
Le cryo-broyage utilise un liquide cryogénique (azote liquide) pour refroidir avec précision les matériaux jusqu'à leur point de fragilisation afin d'en faciliter la réduction mécanique.

### Fonctionnement
D'abord, la matière est découpée en blocs d'à peu près 1 cm puis elle est introduite au centre du broyeur. Le broyage est obtenu par percussion et projection, entre les morceaux mobiles du rotor tournant à grande vitesse et les morceaux fixes. La matière est broyée progressivement et la finesse est contrôlée par une couronne tamisante. Le réglage de la finesse du produit à broyer est déterminé en choisissant l'équipement de broyage, la vitesse de rotation du rotor, le type et les perforations de la couronne tamisante.

## Givrage ou condensation cryogénique
Le procédé du givrage ou de la condensation cryogénique est un système cryogénique de récupération des composés organiques volatils (COV) dans les flux gazeux. Il est particulièrement efficace dans les situations à faible concentration de solvant.

### Fonctionnement
La technologie fonctionne par contact direct avec l'azote liquide qui refroidit le flux de gaz chargé en solvants. Les COV se condensent et gèlent pour former une neige qui est alors éliminée grâce à des filtres en acier inoxydable. Ces filtres sont nettoyés à intervalles réguliers par des jets inversés de gaz comprimé qui font tomber la neige au fond du dispositif. Là, un chauffage électrique la fait fondre et les COV liquéfiés sont évacués. La technologie n'utilise qu'un seul condenseur et élimine avec efficacité les COV pour obtenir des concentrations très basses sans l'aide d'un dégivreur ou d'un lit de charbon actif.

### Fonctionnement du système classique
Le système classique fonctionne en semi-continu avec deux condenseurs utilisés alternativement. Comme le résidu de COV qui passe au travers du condenseur peut poser un problème, beaucoup d'installations incluent un dispositif de dégivrage basse tension ou une autre technologie de récupération des COV en complément.

## Nettoyage par cryogénie

### Principe
Le nettoyage par cryogénie repose sur la projection pneumatique de pellets de glaces carboniques (billes de glace entre -70 et −80 °C) sur la surface à traiter. La technique tire son efficacité de trois phénomènes :
- L'impact : effet mécanique dû au choc du pellet sur la pièce.
- Choc thermique : exposés au froid extrême, les résidus se fragilisent et se rétractent ; une fracture se crée sous l'effet du froid.
- L'effet de souffle : créé par la sublimation de la glace carbonique (augmentation du volume par 500) et qui décolle le résidu.

Le procédé de cryogénie est employé pour l'élimination de dépôts et divers résidus (ciment, goudron, peinture, huile, bitume, encre, vernis, caoutchouc) mais aussi pour le nettoyage de lignes de production, d'armoire électrique, de radiateurs, de circuits électriques et même de ventilateurs qui nécessitent des nettoyages sous tension, donc à sec. Seulement quelques sociétés utilisent ce procédé à ce jour, dont la manufacture de pneumatiques Michelin (nettoyage des moules de cuisson).

### Avantages
- Aucun effluent à traiter
- Environnement protégé
- Aucune agression du support
- Nettoyage sans trace d’humidité
- Réduction du temps d’immobilisation
- Aucune dépense liée aux traitements des déchets
- Intervention directe sur site
- Rendements spectaculaires
- Rapidité d'exécution